# Ermekeilkaserne
Die Ermekeilkaserne liegt inmitten der Bonner Südstadt, umgeben von Wohnhäusern, Geschäften, Cafés und Gaststätten im Stil der Gründerzeit. Die von 1883 bis 1918 als Kaserne genutzte Anlage war bis 2013 Sitz diverser militärischer Behörden und Einrichtungen. Seitdem wird eine zivile Nutzung des Geländes angestrebt. Die Ermekeilkaserne steht als Baudenkmal unter Denkmalschutz.

## Geschichte

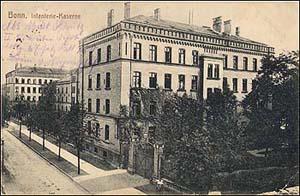
Mannschaftsgebäude auf einer Postkarte um 1900

Die ältesten Bauten der für die preußische Armee errichteten Kaserne entstanden ab 1882 im historistischen Baustil.

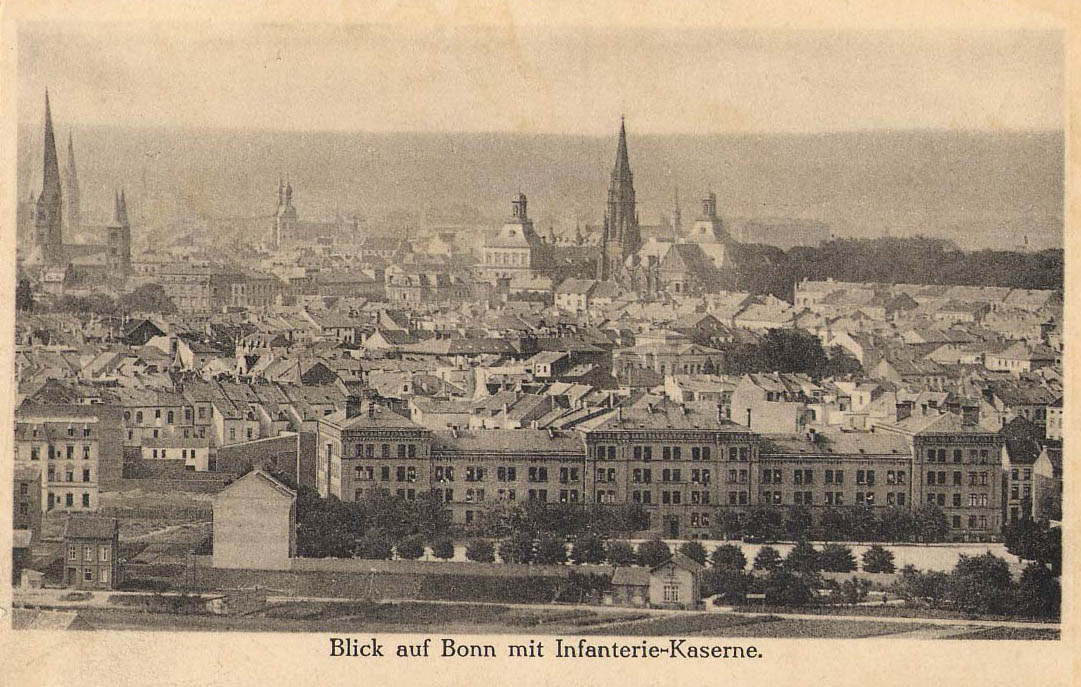
Die Ermekeilkaserne vom Venusberg gesehen um 1900

Begrenzt von den Straßen Bonner Talweg, Reuterstraße, Ermekeilstraße und Argelanderstraße umfasst sie eine Gesamtfläche von insgesamt 24.000 m². Das Gelände zum Bonner Talweg wurde später vom Kasernengelände abgetrennt und anderer Nutzung zugeführt; u. a. als Standort des Fernmeldeamtes. Trotz dieser großen Gesamtfläche sind auffallend in erster Linie das große braune Mannschafts- sowie das rote Stabsgebäude, ein wilhelminischer Bau aus dem Jahre 1904. Das Offizierskasino befand sich außerhalb in einer geräumigen Villa am Kessenicher Abschnitt des Bonner Talwegs (Bonner Talweg 177).

### 1883 bis 1944
Die erste Einheit, die am 31. März 1883 die Kaserne belegte, war das II. Bataillon des 2. Rheinischen Infanterie-Regiments Nr. 28, das 1889 in Infanterie-Regiment „von Goeben“ (2. Rheinisches) Nr. 28 umbenannt wurde. Ihm folgte am 1. April 1887 das II. Bataillon des Infanterie-Regiments 160.

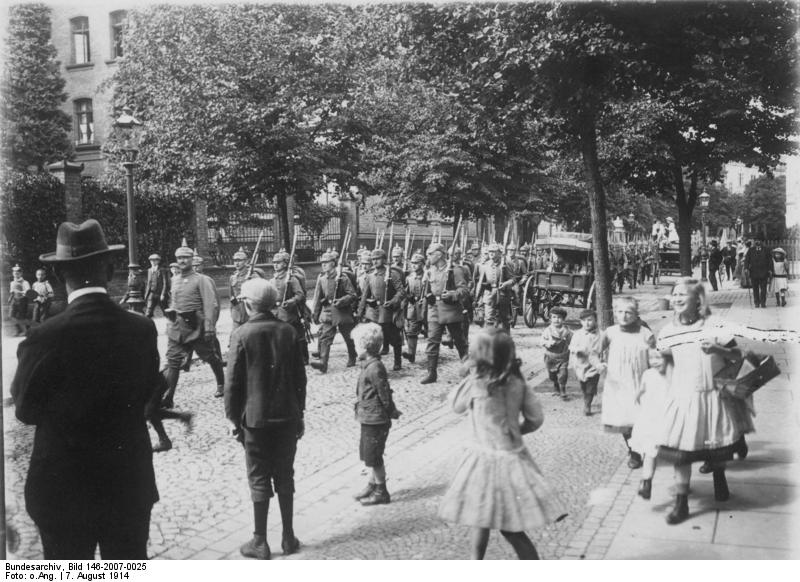
Abmarschierende Soldaten vor der Kaserne, 1914

Nach dem Ersten Weltkrieg verkaufte das Deutsche Reich 1920 die Kaserne an die Stadt Bonn, von der es zum Teil als Unterkunft für Minderbemittelte genutzt wurde. Zur Zeit des Nationalsozialismus zog das Wehrbezirkskommando ein.

### 1945 bis 2013

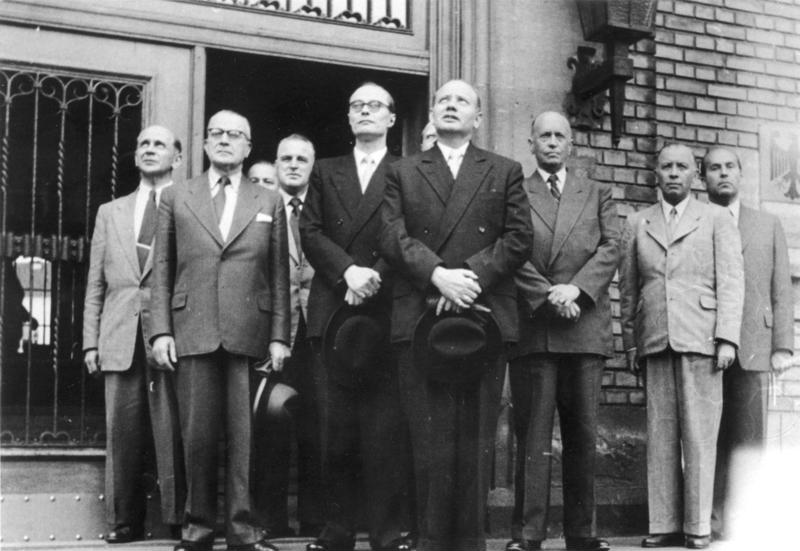
Mitarbeiter des Amtes Blank vor der Ermekeilkaserne. Von links nach rechts: Gerhard Loosch, Ernst Wirmer, Theodor Blank, Wolfgang Holtz, Adolf Heusinger.

In der neugegründeten Bundesrepublik war die Ermekeilkaserne ab 1950 für wenige Jahre Sitz des Presse- und Informationsamts der Bundesregierung sowie ab 1951  im Zeichen des Kalten Krieges Sitz des „Beauftragten des Bundeskanzlers für die mit der Vermehrung der alliierten Truppen zusammenhängenden Fragen“ (nach dem Dienststellenleiter kurz „Amt Blank“ genannt). Am 7. Juni 1955 wurde Theodor Blank der erste Verteidigungsminister der Bundesrepublik Deutschland, und aus dem „Amt Blank“ das Bundesverteidigungsministerium. Die Ermekeilkaserne gilt damit als die Geburtsstätte der Bundeswehr. Hier überreichte Theodor Blank am 12. November 1955, dem 200. Geburtstag des preußischen Generals Gerhard von Scharnhorst, den ersten 101 Soldaten der Bundeswehr ihre Ernennungsurkunden. Von 1960 bis 1969 zog der Großteil des Ministeriums in den Neubau auf der Bonner Hardthöhe um. Der Umzug war erst 1974 abgeschlossen. Die freigewordenen Gebäude der Kaserne wurden noch bis 2013 von verschiedenen Bundeswehr-Behörden genutzt. Im April 2012 beschloss der Rat der Stadt Bonn, einen Bebauungsplan für das Gelände aufzustellen.

### Seit 2013

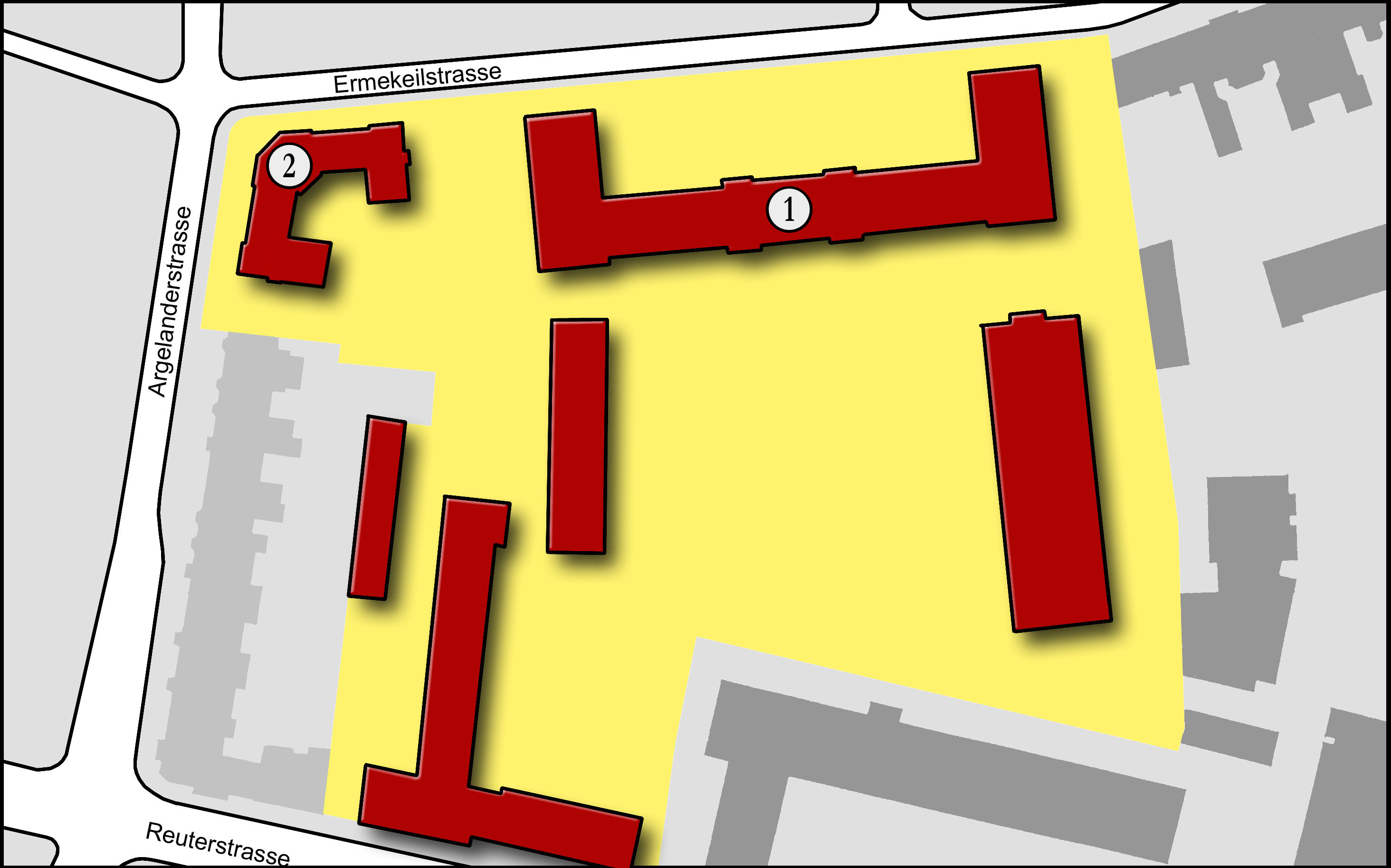
Plan der Bonner Ermekeilkaserne. Haus 1: Mannschaftsgebäude, erbaut 1882–1883, unter Denkmalschutz; Haus 2: Stabsgebäude, erbaut 1903–1904, unter Denkmalschutz (Stand: April 2006)

Das Bundesministerium der Verteidigung hat die Kaserne am 17. Juni 2013 an die Bundesanstalt für Immobilienaufgaben abgegeben. Das dort ansässige Bundesamt für Wehrverwaltung wechselte zwischenzeitlich auf die Hardthöhe und wurde 2012 aufgelöst.
Für die zivile Nutzung der Kaserne hat sich ein Verein (siehe Weblink) gegründet. Seit November 2013 wird das Gelände zwischen Mannschaftshaus und Stabsgebäude unter anderem im Rahmen eines Urban Gardening Projektes genutzt.
Seit Anfang 2015 gibt es zudem ein Repair Café.
Das rot-grüne Kabinett Kraft II richtete im Juli 2015 zur Entlastung der überfüllten Erstaufnahmeeinrichtungen auf dem Gelände der Ermekeilkaserne während der Flüchtlingskrise in Deutschland 2015/2016 eine Notunterkunft für Migranten ein.
Die Stadt Bonn hat beschlossen, die Ermekeilkaserne per Erstzugriffsoption zu erwerben. Seit Mai 2015 liegt der Stadt Bonn hierzu ein externes Wertgutachten vor.
Seit 2015 hat sich das Gelände zu einem zivilen, vielfältig genutzten Stadtquartier entwickelt; es wurde u. a.eine Notunterkunft für Geflüchtete eingerichtet.

## Namensgebung
Die Bonner Gastwirts-Familie Ermekeil kaufte 1870 das damals noch gänzlich unbebaute Areal, um es Stück für Stück als Bauland zu erschließen und zu veräußern. Die Straße wurde in Eigenleistung mit einem Kanalanschluss sowie Gas- und Wasserleitungen ausgestattet. Als Dank für die zur Verfügung gestellte Infrastruktur stimmten die Bonner Stadtväter zu, dieser Straße den Namen des Erbauers zu verleihen. Später wurde die Familie auch Namensgeber für die ursprünglich als „Infanteriekaserne“ bezeichnete Militärunterkunft. Im Volksmund wird die Ermekeilkaserne auch „Ärme-Kääls-Kaserne“ (auf hochdeutsch: „Arme-Kerle-Kaserne“) genannt.